# Kaspar von Mülinen
Kaspar von Mülinen (* 4. Januar 1481 in Bern; † 18. März 1538 ebenda) war ein Schweizer Adliger und Politiker.

## Familie
Kaspar von Mülinen entstammte dem Aargauer Rittergeschlecht von Mülinen. Er war der Sohn aus der Ehe von Johann Friedrich (auch: Hans Friedrich) von Mülinen und Barbara von Scharnachthal, der Witwe des 1476 verstorbenen Schultheissen Niklaus von Diesbach und Erbin der Herrschaft Brandis. Er heiratete 1500 Verena von Diesbach, Tochter des Ludwig von Diesbach.

## Leben
1500 wurde er Mitglied des Grossen Rats und Schultheiss von Burgdorf. 1506 begab er sich auf eine Wallfahrt ins Heilige Land und wurde in Jerusalem zum Ritter vom Heiligen Grab geschlagen. 1509 wurde er Landvogt von Grandson, 1510 auch von Orbe. 1516 trat er in die Dienste von Herzog Ulrich von Württemberg. Von 1517 bis 1527 war er Mitglied des Kleinen Rats.
Kaspar von Mülinen war wiederholt als Magistrat der Republik und Gesandter tätig.